# Lee Slater Overman
Lee Slater Overman, född 3 januari 1854 i Salisbury, North Carolina, död 12 december 1930 i Washington, D.C., var en amerikansk politiker (demokrat). Han representerade delstaten North Carolina i USA:s senat från 1903 fram till sin död.
Overman utexaminerades 1874 från Trinity College (numera Duke University). Han gifte sig den 31 oktober 1878 med senator Augustus Summerfield Merrimons dotter Mary Merrimon. Overman inledde 1880 sin karriär som advokat i Salisbury. Han var senare verksam inom järnvägs- och bankbranscherna. Han var elektor för William Jennings Bryan i presidentvalet i USA 1900.
Overman efterträdde 1903 Jeter Connelly Pritchard som senator för North Carolina. Han var 1918–1919 ordförande i ett specialutskott som undersökte antiamerikanska verksamheter, speciellt av tyskar och bolsjeviker under den första röda faran i USA. Overman ledde 1922 en filibuster mot ett lagförslag som var avsedd emot lynchningar. Lagförslaget hade godkänts i representanthuset men gick inte igenom i senaten på grund av insatsen från Overman och andra sydstatsdemokrater. Enligt Overman skulle lagstiftningen emot lychningar ha uppmuntrat obildade svarta i sydstaterna till att begå brott.
Senator Overman avled 1930 i ämbetet och efterträddes av Cameron A. Morrison. Overman gravsattes på Chestnut Hill Cemetery i Salisbury.